# Marc Valeri Messal·la (cònsol 32 aC)
Marc Valeri Messal·la (en llatí Marcus Valerius Messalla) va ser un senador romà, cònsol sufecte l'any 32 aC.
Valeri Messal·la, nascut l'any 80 aC, formava part de la gens Valèria, una família romana d'origen patrici. Era fill de Marc Valeri Messal·la Ruf, que va ser cònsol l'any 53 aC. En aquest mateix any, Valeri Messal·la va ser nomenat Triumvir monetalis.
No va prendre part a la Tercera guerra civil ni va participar en els trastorns polítics del Segon Triumvirat. L'any 32 aC va ser nomenat cònsol sufecte després que els dos cònsols elegits, Gai Sosi i Gneu Domici Aenobarb, abandonessin Roma per unir-se a Marc Antoni a Efes. No es coneixen més dades de la seva vida després d'acabar el seu mandat de cònsol.
Sembla que Valeri Messal·la no va tenir fills. Va adoptar a Marc Valeri Messal·la Barbat Appià, que probablement era el fill d'Appi Claudi Pulcre, cònsol l'any 38 aC.